# Nazilli Belediyespor
Il Nazilli Belediyespor è una società calcistica con sede a Nazilli in Turchia.
Fondato nel 1967, il club nel 2013-2014 milita nella TFF 2. Lig la terza serie calcistica turca.
I colori sociali del club sono il bianco-nero.

## Stadio
Il club gioca le gare casalinghe al Nazilli Şehir Stadyumu che ha una capacitàdi 4500 posti a sedere.

## Statistiche
- TFF 2. Lig: 1969-1971, 1992-1993, 1999-2007, 2012-
- TFF 3. Lig: 1967-1969, 1971-1974, 1984-1992, 1993-1999, 2007-2012

## Palmarès

### Competizioni nazionali
- TFF 3. Lig: 5

1968-1969, 1991-1992, 1998-1999, 2011-2012, 2020-2021